# 杜勒斯技术走廊

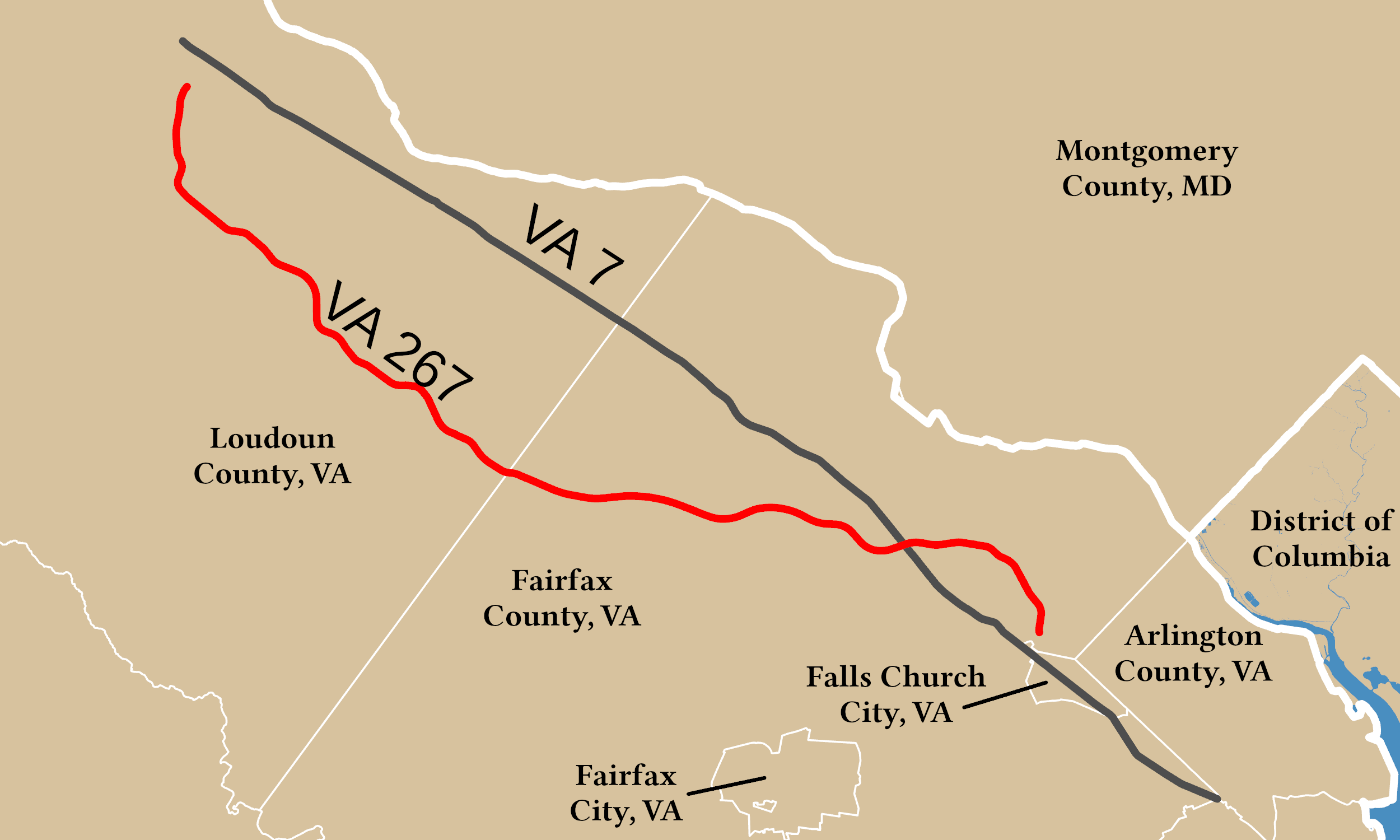
杜勒斯技术走廊的两条主要道路

杜勒斯技术走廊是一个包含许多国防和技术公司的商业集群，位于美国弗吉尼亚州北部，靠近华盛顿杜勒斯国际机场。该地区被《大西洋》杂志称为“东海岸的硅谷”（The Silicon Valley of the East）。2000年的一篇文章称，该地区拥有“重要的电子通道，承载着互联网上一半以上的流量。该地区拥有比地球上任何其他地方都多的电信和卫星公司。”
杜勒斯技术走廊包括267号公路和7号公路沿线和之间的一系列社区，特别是泰森斯、里斯顿、赫恩登、斯特林和阿什本等几个社区。这些社区位于费尔法克斯县和劳登县，截至2011年，这两个县是美国收入第二高和最高的县，恰逢20世纪90年代的国家技术和当地互联网繁荣以及2001年9月11日袭击后当地技术支出的增长。

## 互联网基础设施和数据中心
截至 2009 年，超过 50% 的美国互联网流量经过北弗吉尼亚州。 作者 Andrew Blum 在他的《Tubes》一书中将弗吉尼亚州阿什本（杜勒斯技术走廊内的一个社区）称为“美国互联网的靶心”。 杜勒斯技术走廊是域名注册商 Network Solutions 和网络基础设施公司威瑞信（Verisign）的总部 。该区域包含互联网协会。